# Donecle
Donecle é uma startup de Toulouse que desenvolve uma solução de inspeção de aeronaves com veículo aéreo não tripulado (VANT) automatizados. A empresa oferece um VANT ou enxame de VANTs capazes de localizar em relação à aeronave e inspecionar visualmente a superfície externa.
A navegação autônoma dos VANTs é baseada na tecnologia de posicionamento a laser. Os VANTs tiram fotos da aeronave com câmeras de alta resolução. Os algoritmos de processamento de imagens e aprendizado de máquina analisam as imagens. O sistema fornece um diagnóstico da superfície da aeronave a um inspetor qualificado, que analisa as imagens e valida ou refuta a análise fornecida.
Premiada por vários prêmios e honrarias, a empresa trabalha com companhias aéreas como a Air France Industries-KLM e fabricantes de aeronaves como a Dassault Aviation. A empresa é uma das empresas de robótica de manutenção aeronáutica.

## História

### Contexto

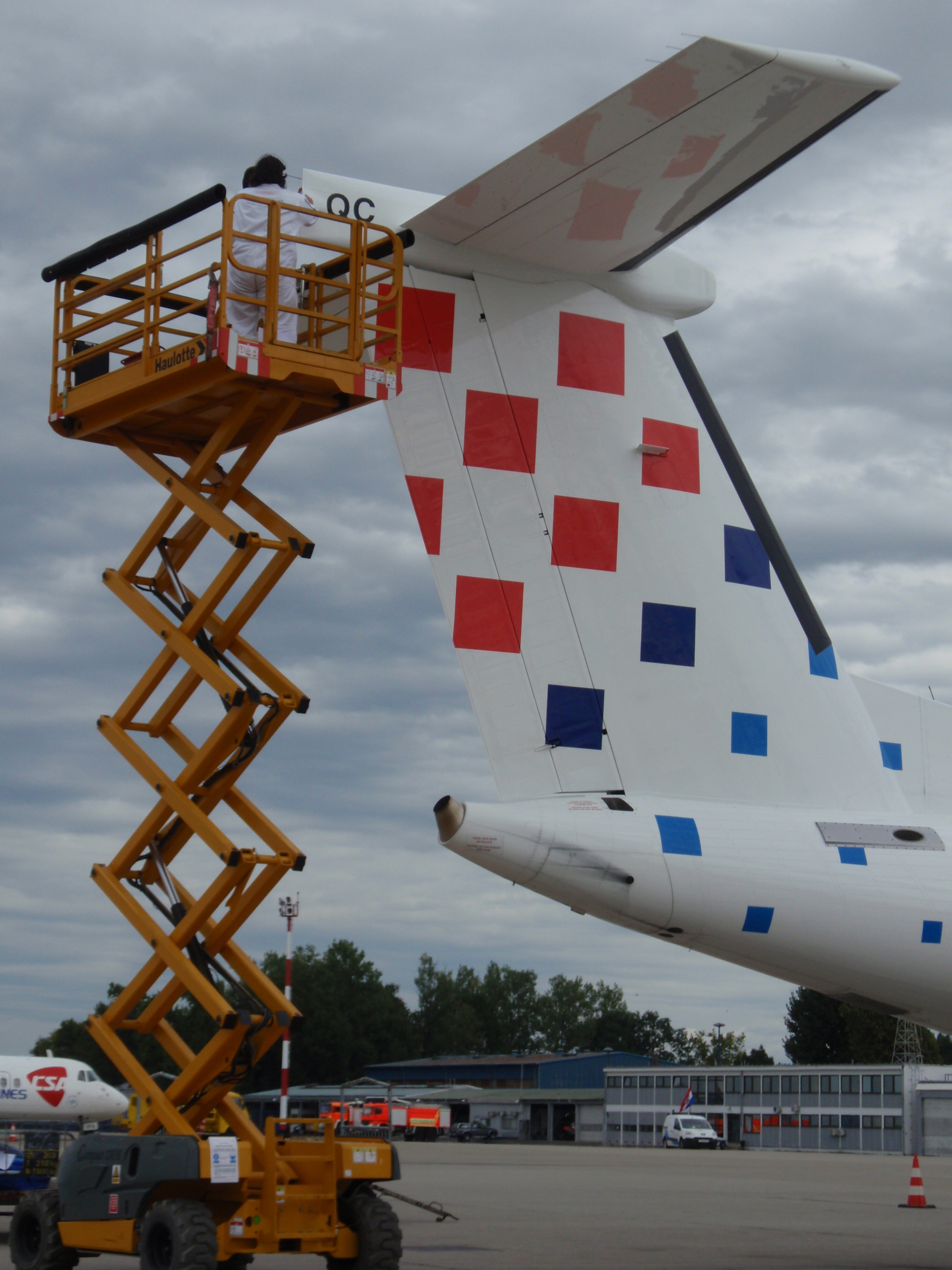
O VANT simplifica o exame das partes superiores como o empennage ilustrado na fotografia.

Em 2015, a frota mundial de aeronaves comerciais terá aproximadamente 21 600 aeronaves. De acordo com as previsões económicas dos estimadores, deverá duplicar nos próximos vinte anos, conduzindo a um aumento das actividades de manutenção aeronáutica. Este sector está a crescer a um ritmo anual superior a 4 %. As companhias aéreas estão a tentar reduzir os seus custos e têm uma baixa rentabilidade (margens líquidas de cerca de 2,5 %). Uma das rotas mais económicas é a redução dos custos de manutenção, que representam 15 % dos seus custos operacionais.
Os fabricantes de aeronaves, como a Airbus, a Boeing e a Avions de Transport Régional (ATR), e os organismos de certificação, como a Federal Aviation Administration (FAA) e a European Aviation Safety Agency (EASA), exigem inspecções regulares de toda a superfície externa das aeronaves para avaliar o estado das suas estruturas. Aproximadamente 80% das inspeções são visuais. Todas as aeronaves são inspecionadas visualmente antes de cada voo, como parte das operações programadas e após eventos imprevistos como raios, granizo ou outros danos externos. Uma das soluções consideradas para melhorar a rastreabilidade destas operações e reduzir custos é a automatização da manutenção aeronáutica e das inspecções visuais.
Em janeiro de 2013, o projeto francês de pesquisa e desenvolvimento Air-Cobot começou a desenvolver um robô móvel colaborativo capaz de inspecionar uma aeronave durante as operações de manutenção. Realizado pelo grupo Akka Technologies, este projecto multiparceiros envolve institutos de pesquisa e empresas industriais, incluindo a Airbus. Em 2014, em associação com o Bristol Robotics Laboratory, a companhia aérea britânica easyJet interessou-se por VANTs guiados por técnicos para reduzir o tempo de inspecção das fuselagens das aeronaves.

### Fundação

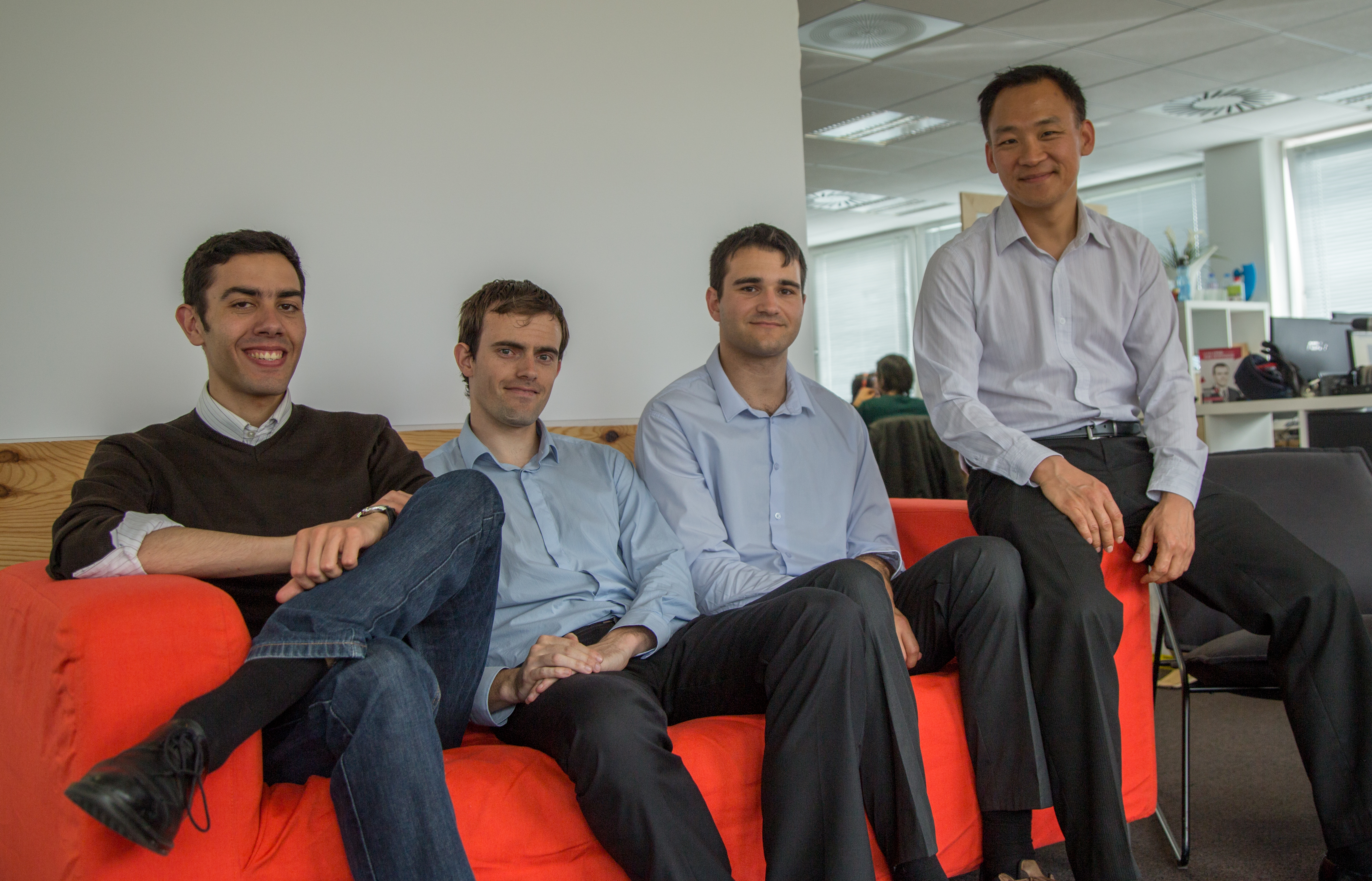
Fundadores, da esquerda para a direita, Josselin Bequet, Matthieu Claybrough, Alban Deruaz-Pepin e Yann Bruner.

Depois de treze anos nos escritórios de projeto do fabricante europeu de aeronaves Airbus nos aviões A400M e A350, trabalho em metal e material compósito, Yann Bruner, engenheiro da Mines ParisTech com doutoramento em Mecânica e Materiais, ressalta que os relatórios de inspeção para manutenção são frequentemente incompletos por várias razões, tais como falta de fotografias, falta de informação ou escrita ilegível. Ele considera o uso de drones para inspeção automática. Ele contata Matthieu Claybrough, que está envolvido em projetos de VANT no institut supérieur de l'aéronautique et de l'espace, e é especializada em gestão da inovação, aeronáutica e teoria de controle. Durante três anos, Matthieu Claybrough trabalhou no projeto de pilotos automáticos para aviões e helicópteros para a Thales Avionics, fornecedora de equipamentos e serviços de aviônica.
Estão a fazer parceria com outros dois parceiros. O primeiro é Josselin Bequet, licenciado pela ESCP Business School e pela City University of London, especializada em administração e finanças. O segundo é Alban Deruaz-Pepin, licenciado pelo Institut Supérieur de l'Aéronautique et de l'Espace, especializado em informática e teoria do controlo e titular de uma licença de piloto privado. Juntos fundaram a Donecle em setembro de 2015 e desenvolveram uma inspeção automatizada para aeronaves com um enxame de veículos aéreos não tripulados. No mesmo ano, eles apresentam seu conceito no Salão Internacional da Aeronáutica de Paris-Le Bourget em junho.

### Producto

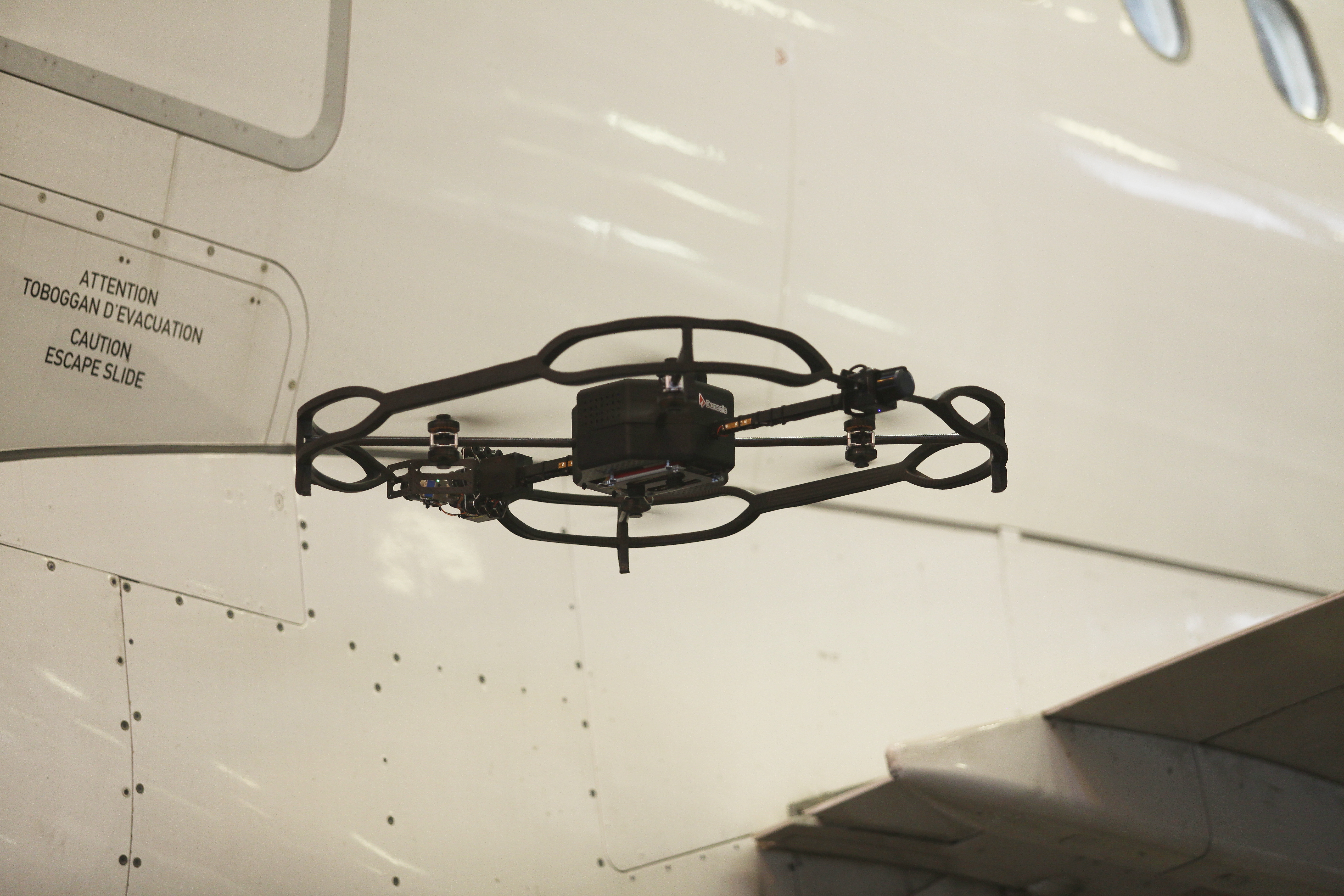
Vôo da VANT autônoma de Donecle durante uma inspeção de aeronave.

Embora os regulamentos e o meteorologia dificultem a utilização do VANT no espaço aéreo do aeroporto, a Donecle optou por desenvolver um produto que funciona tanto em ambientes fechados como ao ar livre. VANTs autônomos que voam ao ar livre normalmente usam o sistema de geolocalização Global Positioning System (GPS) para se posicionar. Mas esta abordagem é impensável dentro de um galpão devido a distorções de sinal devido a estruturas metálicas. Para operar em ambos os ambientes, a empresa emprega um sistema de posicionamento a laser para seus drones. Os algoritmos calculam em tempo real a posição do drone na referência da aeronave.
O operador humano escolhe um plano de voo para inspecção. Os VANTs descolam e voam autonomamente. Câmeras montadas em VANTs fotografam a superfície da aeronave. Algoritmos de processamento de imagens detectam áreas de interesse na fuselagem e classificam-nas em defeitos ou não. Um inspetor qualificado pode então validar os relatórios de análise.
Comparado a uma inspeção humana que requer um andaime, a análise completa da superfície externa de um Airbus A320 ou Boeing 737 com um enxame de três drones leva vinte a trinta minutos contra oito horas e mobiliza uma pessoa contra dez a vinte na abordagem clássica. O custo de imobilizar um dispositivo é aproximadamente $10.000 por hora. Patentes foram arquivadas.

### Desenvolvimento

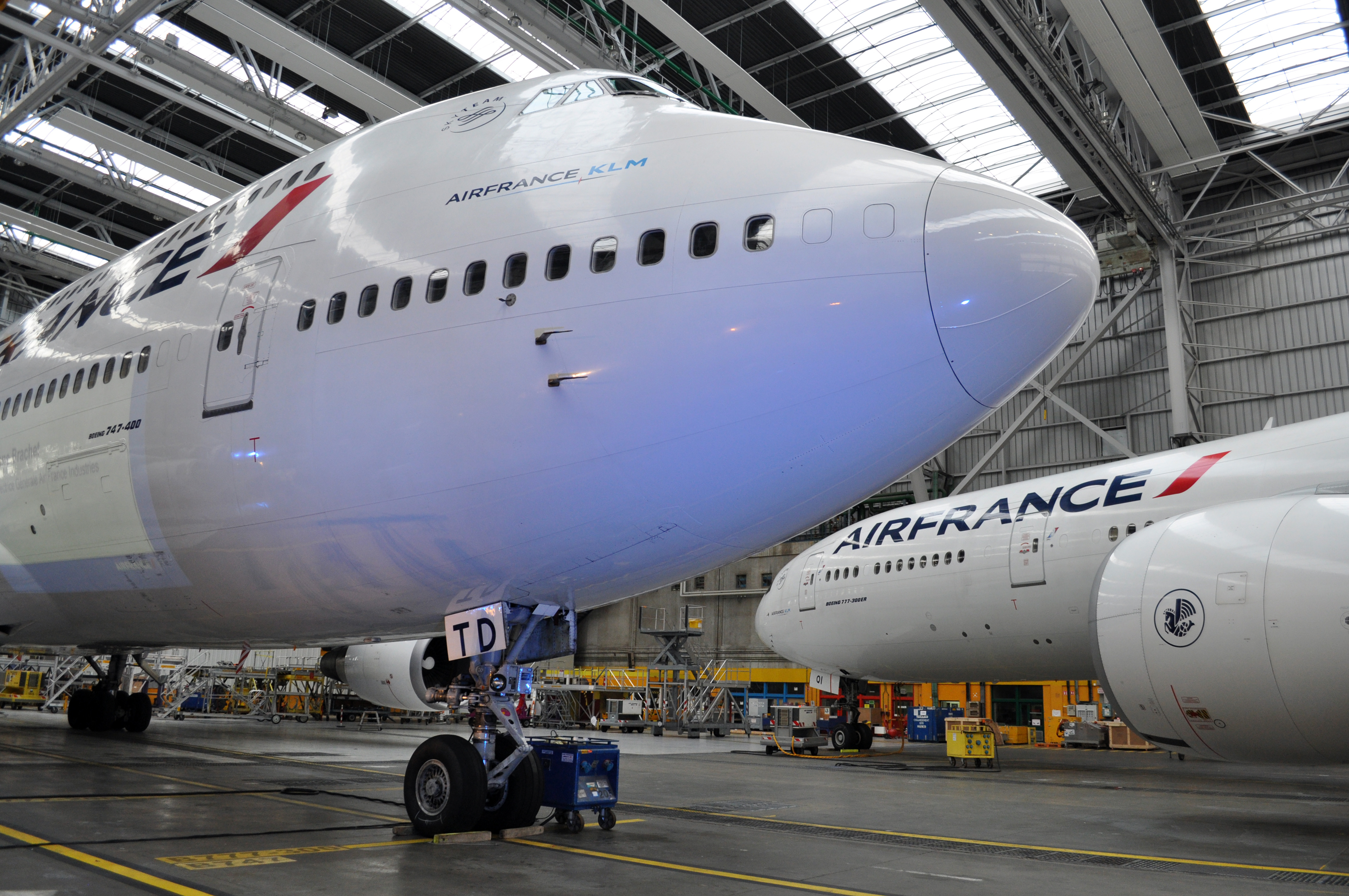
A Donecle tem uma parceria com a Air France Industries-KLM Engineering and Maintenance.

O produto pode ser visto como um conjunto de sensores móveis dentro do domínio da Internet das coisas (em inglês:  Internet of Things, abreviado IoT). Desde sua criação em 2015, Donecle se beneficiou do Connected Camp, uma incubadora de empresas, localizada no IoT Valley of Labège, uma cidade a sudeste de Toulouse. A incubadora facilita a captação de recursos e fornece alguns equipamentos, como uma impressora 3D. A Donecle é membro do cluster de competitividade do Aerospace Valley, do cluster Robotics Place e do Hardware Club. Em outubro de 2016, torna-se membro da Starburst Accelerator, a maior incubadora aeroespacial do mundo.
Em 2016, a empresa anunciou uma parceria com o grupo de manutenção aeronáutica franco-holandês Air France Industries-KLM Engineering and Maintenance (AFI-KLM E&M). As VANTs são testadas em suas aeronaves para verificar a marcação e detectar defeitos. No final desta fase de testes e verificação, AFI-KLM e Donecle planejam implantar conjuntamente esta abordagem em locais de manutenção AFI-KLM E&M.

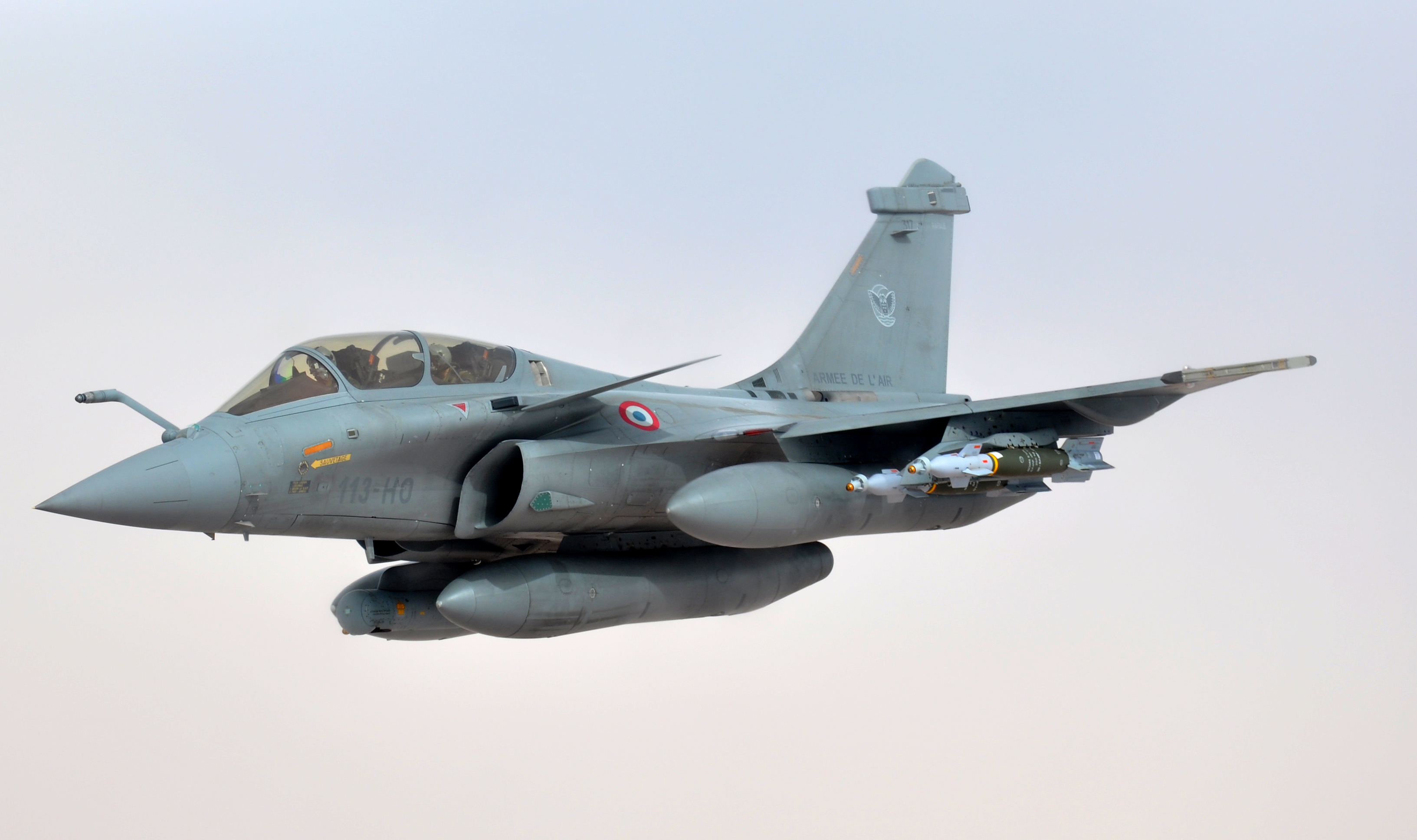
Donecle demonstra a sua capacidade de inspeccionar aviões de combate durante ADS Show 2018.

No final de 2016, a DDrone Invest, uma sociedade de investimento controlada pela empresa francesa Delta Drone, investe um milhão de euros na empresa Donecle. Com esta subscrição de um aumento de capital reservado, a sociedade torna-se accionista juntamente com os fundadores. No Salão Internacional da Aeronáutica de Paris-Le Bourget em 2017, a startup anuncia que está começando a assinar seus primeiros contratos com companhias aéreas e planeja uma implantação comercial antes do final do ano. Durante o ano, a empresa planeja aumentar sua força de trabalho e quer atrair clientes internacionais.
Na ADS Show 2018, a feira de manutenção aeroespacial e de defesa, a Donecle realiza uma inspeção VANT de uma Dassault Rafale, o avião de combate polivalente francês. No futuro, a empresa francesa também quer oferecer outros tipos de inspeção, como o controle de qualidade da pintura exterior ou a avaliação da corrosão. A diversificação está a ser considerada na inspecção de manutenção com aplicações fora da manutenção aeronáutica, nomeadamente no transporte ferroviário, na construção naval e em parques eólicos.

## Tecnologias

### Navegação autónoma

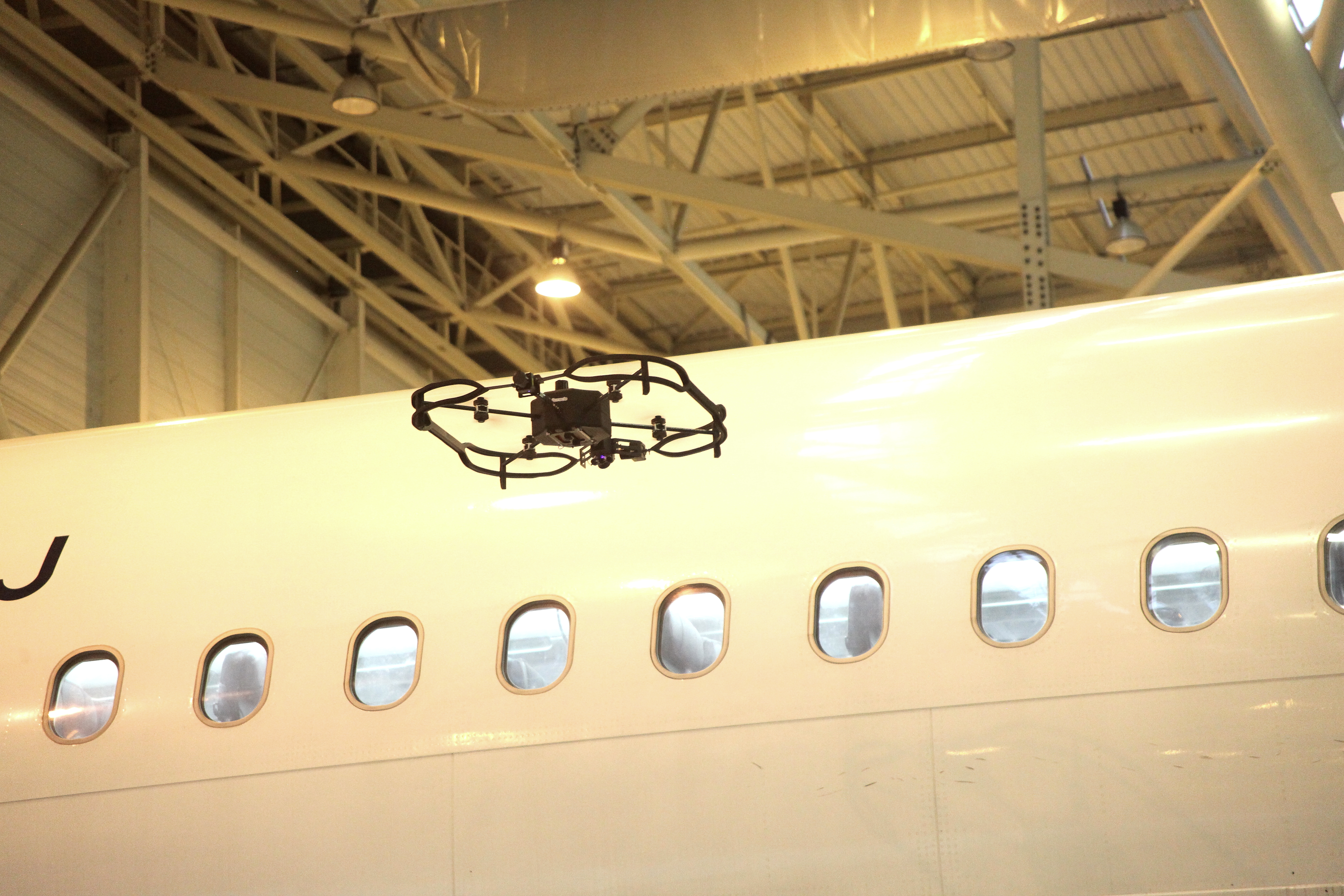
Voo da VANT autónoma de Donecle durante a inspecção de um avião num hangar.

O VANT Donecle é um octocóptero coaxial push-pull. As VANTs são posicionadas em relação à aeronave com tecnologia de posicionamento a laser. Isto lhes permite operar em áreas fechadas, como hangares, sem a necessidade de geolocalização com o Sistema de Posicionamento Global (GPS). Os algoritmos calculam em tempo real a posição do VANT em relação à aeronave. Os sensores utilizados para navegação autônoma também garantem uma operação segura, evitando colisões com aeronaves, pessoal humano e equipamentos.
Os planos de navegação e o número de veículos aéreos não tripulados utilizados dependem do modelo de aeronave a analisar. Um único VANT é suficiente para uma aeronave pequena, enquanto até seis VANTs podem ser usados para um Airbus A380. Como as missões de inspeção são sempre as mesmas, as rotas são pré-programadas em software integrado em um tablet. Um operador humano não necessita de pilotar o VANT, mas apenas lança a missão e seguidamente os VANT voam autonomamente em redor do avião. Normalmente voam uma distância de um metro da fuselagem.

### Inspeção visual

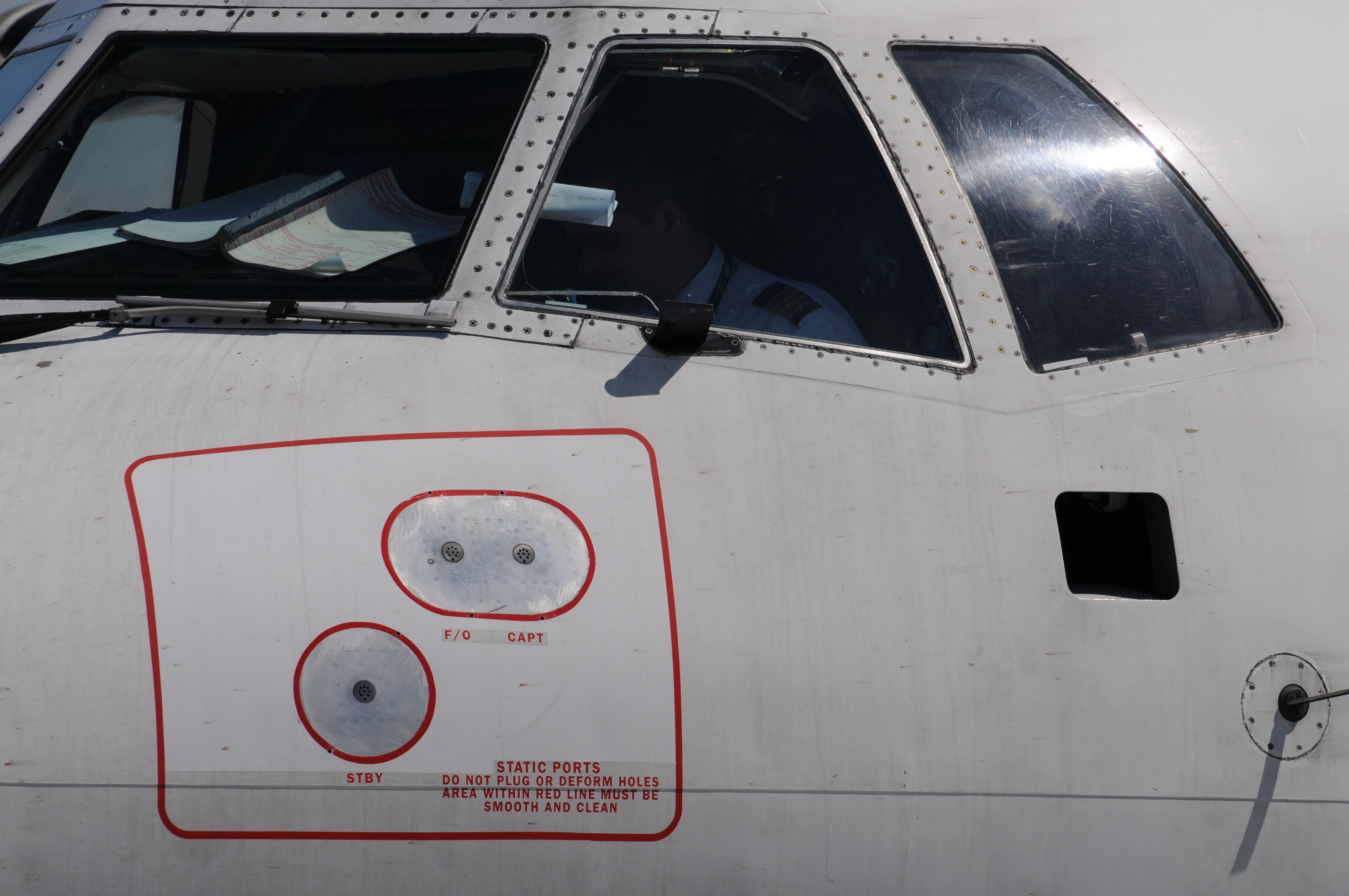
O software de processamento de imagem controla a qualidade das marcas regulamentares.

As câmeras de alta resolução montadas nos UAVs fotografam a superfície da aeronave. Os algoritmos de processamento de imagem executam um primeiro passo para detectar qualquer região de interesse na fuselagem. Uma segunda etapa de classificação é então realizada para classificar defeitos (relâmpagos, vazamentos de óleo, arranhões, irregularidade de textura, etc.) e elementos normais da aeronave (parafusos, rebites, tubos de Pitot, etc.). O algoritmo de reconhecimento baseia-se na aprendizagem automática a partir das bases de dados anotadas de voos anteriores.
A eficácia dos algoritmos de aprendizagem profunda depende da representatividade e da quantidade de exemplos em cada classe. Os bancos de dados sofrem com o fato de haver apenas um pequeno número de defeitos em comparação à enorme quantidade de elementos normais presentes em uma aeronave. Os defeitos são, no entanto, os objetos mais críticos a serem classificados. Para superar essa dificuldade, Donecle fez uma pesquisa para estender anotações de imagem, usando técnicas clássicas de processamento de imagem e redes adversárias generativas. Outras alternativas também consideradas incluem a aprendizagem one-shot, que permite aprender informações sobre categorias de objetos a partir de uma única imagem ou um pequeno número de imagens de treinamento.
Os diagnósticos são fornecidos em tempo real. As aplicações incluem detecção de falhas e controle de qualidade de marcas regulamentares. Ao final da missão, um relatório de danos é enviado para um tablet com cada região de interesse e sua classificação proposta. O algoritmo retorna uma taxa de confiança no seu diagnóstico. Um inspetor qualificado analisa as imagens e valida ou refuta os diagnósticos.

## Prémios e distinções

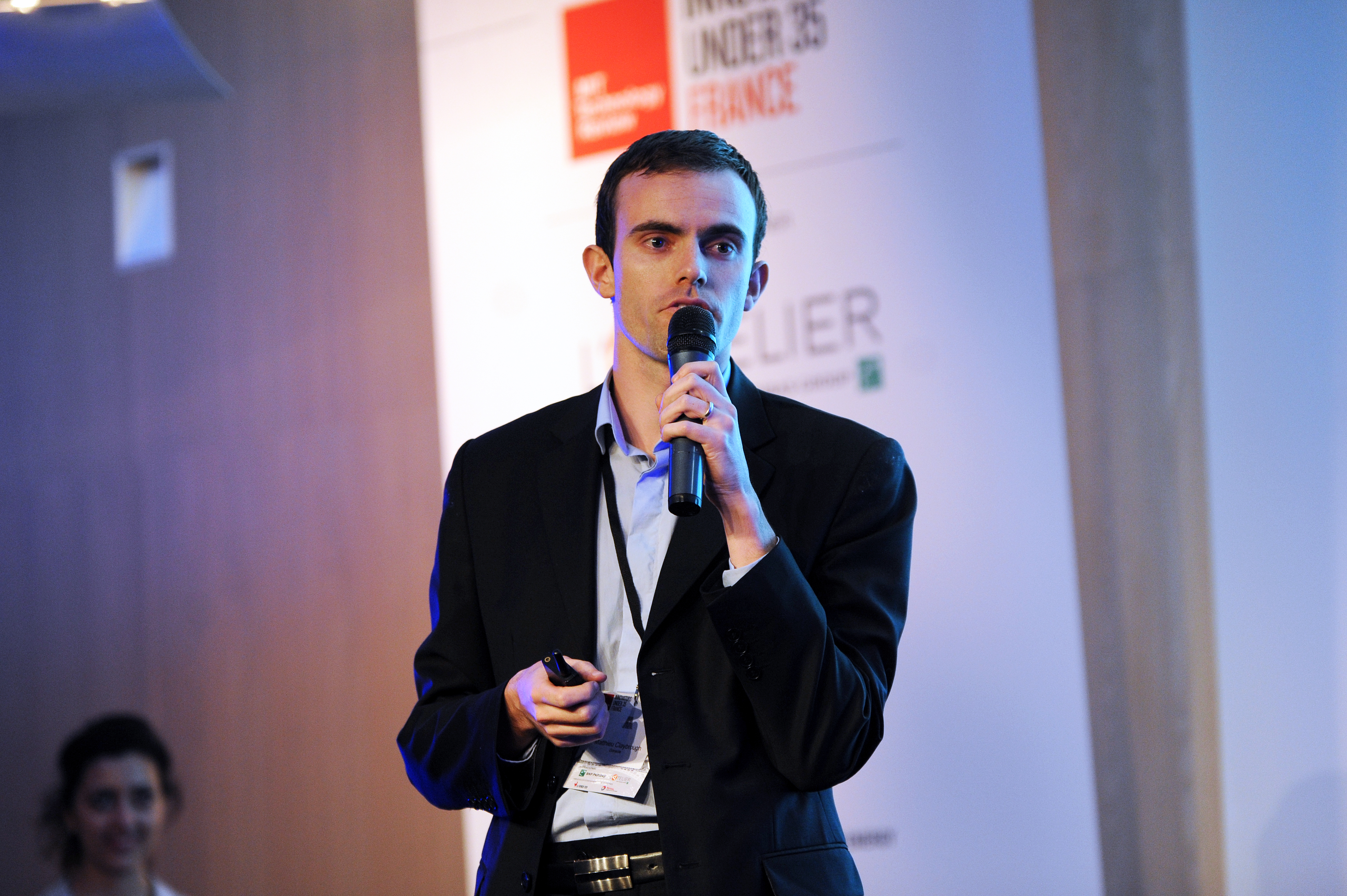
Matthieu Claybrough durante a cerimônia de premiação do MIT Technology Review em 2016.

A startup e seus fundadores recebem os seguintes prêmios:
- 2016 Prémio Jean-Louis Gerondeau - Aeroespacial Zodiac atribuído pela Fundação Escola Politécnica,[46]
- 2016 Grande Prémio Galaxie para o Clube Galaxie,[47][48]
- 2016 Massachusetts Institute of Technology Innovators sob 35 França organizado pelo MIT Technology Review,[49][50]
- 2016 Prêmio Ingeniero Jovem - Tecnologia e Aeroespacial pela Fundação Norbert Ségard,[51]
- 2016 Prêmio Juventude na categoria startup para La Tribune e BNP Paribas,[52][53]
- 2016 Start me up concurso de inovação organizado pelo Crédit Agricole Toulouse 31,[54][55]
- 2016 Troféu Inovação concedido pela Convenção Aeromart Business,[56][57]
- 2017 Prêmio Especial do Júri no concurso nacional francês de robótica ao ar livre,[58][59]
- 2017 Prêmio de estratégia disruptiva na categoria de empresa emergente na região do Grande Sul,[60][61]
- 2018 Grande Prémio do 37º concurso regional Inn'Ovations no espectáculo de Midinnov,[62][63]
- 2020 Laureado Aviation Week Network en la categoria maintenance, repair and overhaul.[64]